# Тужин (Сілезьке воєводство)
Тужин (пол. Turzyn) — село в Польщі, у гміні Лелюв Ченстоховського повіту Сілезького воєводства.
Населення — 329 осіб (2011).
У 1975—1998 роках село належало до Ченстоховського воєводства.

## Демографія
Демографічна структура станом на 31 березня 2011 року:
|          | Загалом | Допрацездатний вік | Працездатний вік | Постпрацездатний вік |
| -------- | ------- | ------------------ | ---------------- | -------------------- |
| Чоловіки | 164     | 26                 | 118              | 20                   |
| Жінки    | 165     | 24                 | 93               | 48                   |
| Разом    | 329     | 50                 | 211              | 68                   |